# Apple Records
Apple Records és un segell discogràfic britànic creat pel conjunt The Beatles, per a editar de forma independent les seves creacions musicals. Té com logotip una poma verda.

## Història
Apple Records és la principal divisió d'Apple Corps Ltd., corporació de mitjans fundada el 1968 pel grup de rock The Beatles, amb seu a Londres.
Altres divisions d'Apple Corps són: Apple Electronics, Apple Films, Apple Publishing i Apple Retail. Els discos anteriors de The Beatles havien estat publicats per Parlophone/EMI a Anglaterra, i per Capitol Records (o United Artists Records) als Estats Units.
En un nou contracte discogràfic, EMI i Capitol van acceptar fer la distribució dels discos publicats per Apple Records fins al 1975. Apple posseïa els drets dels discos publicats pels artistes que signaven un contracte amb ells mentre que EMI retenia els drets sobre els discos de The Beatles, encara que serien publicats sota el segell Apple.
El segell va ser un èxit, sobrevivint fins i tot a la ruptura de The Beatles el 1970, i va ser ressuscitat a la fi dels anys 80 per publicar tots els CDs de The Beatles. Apple records posseeix els drets sobre tots els vídeos i pel·lícules de The Beatles. Els propietaris Apple Corps continuen sent els exBeatles Paul McCartney, Ringo Starr, a més de Yoko Ono, vídua de John Lennon i els hereus de George Harrison.

## Apple Corps vs. Apple Computer
Apple Corps ha tingut una llarga història de disputes amb Apple Inc. (abans Apple Computer) sobre el nom de la marca. El logotip d'Apple Inc. és una poma amb una mossegada, mentre que Apple Corps Ltd. utilitza una poma verda. El 1991 ambdues companyies van acordar els límits d'acció de cadascuna, arribant a l'acord que Apple Inc. es mantindria al marge del negoci musical, cosa que va semblar força raonable. En aquesta ocasió Apple Inc. hagué de pagar 26 milions de dòlars. El posterior desenvolupament tecnològic va dur a Apple Inc. a involucrar-se en la venda de música a través del seu portal iTunes, que ven cançons a través d'Internet per a l'iPod, el seu reproductor digital de música.
El 8 de maig del 2006, l'Alta Cort de Londres va dictaminar que la botiga de música iTunes no va infringir la marca registrada Apple Corps, i Apple Corps hagué de pagar les despeses dels advocats d'Apple Inc. estimats en 2 milions de lliures esterlines.
Finalment, el 5 de febrer de 2007, Apple Inc. va arribar un acord definitiu -i confidencial- amb Apple Corps, pel qual la primera es queda amb la propietat de la marca registrada Apple, però cedirà part de la seva llicència a Apple Corps perquè pugui seguir utilitzant el seu nom i el seu logotip.